# Liste der Bodendenkmäler in Weil (Oberbayern)
Auf dieser Seite sind die Bodendenkmäler in der oberbayerischen Gemeinde Weil zusammengestellt. Diese Tabelle ist eine Teilliste der Liste der Bodendenkmäler in Bayern. Grundlage ist die Bayerische Denkmalliste, die auf Basis des Bayerischen Denkmalschutzgesetzes vom 1. Oktober 1973 erstmals erstellt wurde und seither durch das Bayerische Landesamt für Denkmalpflege geführt wird. Die folgenden Angaben ersetzen nicht die rechtsverbindliche Auskunft der Denkmalschutzbehörde.

## Bodendenkmäler der Gemeinde Weil

### Bodendenkmäler in der Gemarkung Beuerbach
| Lage                                  | Objekt | Akten-Nr.     | Bild |
| ------------------------------------- | --- | ------------- | ---- |
| Beuerbach (Standort)                  | Grabhügel vorgeschichtlicher Zeitstellung. | D-1-7831-0039 |      |
| Beuerbach (Standort)                  | Körpergräber des frühen Mittelalters. | D-1-7831-0065 |      |
| Beuerbach (Standort)                  | Siedlung der römischen Kaiserzeit. | D-1-7831-0077 |      |
| Beuerbach (Standort)                  | Grabhügel vorgeschichtlicher Zeitstellung. | D-1-7831-0078 |      |
| Beuerbach (Standort)                  | Untertägige frühneuzeitliche Befunde im Bereich der Katholischen Kapelle St. Martin in Adelshausen.                                                                               | D-1-7831-0136 |      |
| Beuerbach Benediktstraße 7 (Standort) | Untertägige mittelalterliche und frühneuzeitliche Befunde im Bereich der Katholischen Pfarrkirche St. Benedikt in Beuerbach und ihres Vorgängerbaus. Siehe auch: Beuerbach (Weil) | D-1-7831-0150 |      |
| Beuerbach (Standort)                  | Untertägige frühneuzeitliche Befunde im Bereich der ehemalige Wallfahrtskapelle bei Beuerbach (sog. Holzkapelle).                                                                 | D-1-7831-0151 |      |
| Beuerbach (Standort)                  | Siedlung vorgeschichtlicher Zeitstellung, unter anderem der späten Latènezeit. Siehe auch: Latènezeit                                                                             | D-1-7831-0159 |      |

### Bodendenkmäler in der Gemarkung Geretshausen
| Lage                                  | Objekt | Akten-Nr.     | Bild                                                      |
| ------------------------------------- | --- | ------------- | --------------------------------------------------------- |
| Geretshausen Kirchstraße 3 (Standort) | Untertägige mittelalterliche und frühneuzeitliche Befunde im Bereich der Katholischen Pfarrkirche St. Johannes d.T. in Geretshausen und ihrer Vorgängerbauten. Siehe auch: Geretshausen | D-1-7831-0107 | Untertägige mittelalterliche und frühneuzeitliche Befunde |

### Bodendenkmäler in der Gemarkung Pestenacker
| Lage                                                    | Objekt | Akten-Nr.     | Bild                                                          |
| ------------------------------------------------------- | --- | ------------- | ------------------------------------------------------------- |
| Pestenacker (Standort)                                  | Brandgräber der römischen Kaiserzeit sowie Körpergräber frühgeschichtlicher Zeitstellung.                                                                        | D-1-7831-0056 |                                                               |
| Pestenacker (Standort)                                  | Feuchtbodensiedlung des Jungneolithikums (Altheimer Kultur). Siehe auch: Feuchtbodensiedlung, neolithikum, Altheimer Kultur, Prähistorische Siedlung Pestenacker | D-1-7831-0057 |                                                               |
| Pestenacker (Standort)                                  | Siedlung vor- und frühgeschichtlicher Zeitstellung. | D-1-7831-0079 |                                                               |
| Pestenacker (Standort)                                  | Siedlung des Jungneolithikums (Altheimer Kultur). | D-1-7831-0084 |                                                               |
| Pestenacker Pfarrhofstraße 4; Hauptstraße 18 (Standort) | Untertägige spätmittelalterliche und frühneuzeitliche Befunde im Bereich der Katholischen Pfarrkirche St. Ulrich in Pestenacker.                                 | D-1-7831-0112 | Untertägige spätmittelalterliche und frühneuzeitliche Befunde |

### Bodendenkmäler in der Gemarkung Petzenhausen
| Lage                                        | Objekt | Akten-Nr.     | Bild           |
| ------------------------------------------- | --- | ------------- | -------------- |
| Petzenhausen Kirchweg 6 (Standort)          | Untertägige mittelalterliche und frühneuzeitliche Befunde im Bereich der Katholischen Pfarrkirche St. Petrus und Paulus in Petzenhausen und ihrer Vorgängerbauten. Siehe auch: St. Petrus und Paulus (Petzenhausen) | D-1-7831-0109 | weitere Bilder |
| Petzenhausen Obere Bergstraße 14 (Standort) | Untertägige spätmittelalterliche und frühneuzeitliche Befunde im Bereich der Katholischen Filialkirche Unsere Liebe Frau in Petzenhausen. Siehe auch: Unsere Liebe Frau (Petzenhausen)                              | D-1-7831-0110 | weitere Bilder |

### Bodendenkmäler in der Gemarkung Schwabhausen b.Landsberg
| Lage                                              | Objekt | Akten-Nr.     | Bild           |
| ------------------------------------------------- | --- | ------------- | -------------- |
| Schwabhausen b.Landsberg Dorfstraße 12 (Standort) | Untertägige frühneuzeitliche Befunde im Bereich der Katholischen Pfarrkirche Hl. Kreuz in Schwabhausen. Siehe auch: Heilig Kreuz (Schwabhausen bei Landsberg), Schwabhausen bei Landsberg | D-1-7831-0146 | weitere Bilder |
| Schwabhausen b.Landsberg Dorfstraße 32 (Standort) | Untertägige spätmittelalterliche und frühneuzeitliche Befunde im Bereich der Katholischen Kapelle St. Leonhard in Schwabhausen.                                                           | D-1-7831-0147 | weitere Bilder |
| Schwabhausen b.Landsberg (Standort)               | Abgegangene Kirche des späten Mittelalters und der frühen Neuzeit mit aufgelassenem Friedhof (alte Pfarrkirche Hl. Kreuz)                                                                 | D-1-7831-0148 |                |

### Bodendenkmäler in der Gemarkung Weil
| Lage                                     | Objekt | Akten-Nr.     | Bild                                                          |
| ---------------------------------------- | --- | ------------- | ------------------------------------------------------------- |
| Weil (Standort)                          | Körpergräber der römischen Kaiserzeit und des frühen Mittelalters sowie Siedlung der römischen Kaiserzeit. Siehe auch: Körpergrab, Römische Kaiserzeit | D-1-7831-0054 |                                                               |
| Weil (Standort)                          | Villa rustica der römischen Kaiserzeit. Siehe auch: Villa rustica (Weil)                                                                               | D-1-7831-0062 |                                                               |
| Weil Meringer Straße 2 (Standort)        | Untertägige spätmittelalterliche und frühneuzeitliche Befunde im Bereich der Katholischen Pfarrkirche St. Mauritius in Weil und ihrer Vorgängerbauten. | D-1-7831-0103 | weitere Bilder                                                |
| Weil Moorgasse 8 (Standort)              | Untertägige spätmittelalterliche und frühneuzeitliche Befunde im Bereich der Katholischen Kapelle St. Wolfgang in Weil.                                | D-1-7831-0104 | Untertägige spätmittelalterliche und frühneuzeitliche Befunde |
| Weil Geretshausener Straße 11 (Standort) | Untertägige mittelalterliche und frühneuzeitliche Befunde im Bereich der Katholischen Kapelle St. Rupertus in Weil mit aufgelassenem Friedhof          | D-1-7831-0105 | Untertägige mittelalterliche und frühneuzeitliche Befunde     |
| Weil (Standort)                          | Siedlung vorgeschichtlicher Zeitstellung. | D-1-7831-0158 |                                                               |